# Deporaus nidificus
Deporaus nidificus is een keversoort uit de familie Rhynchitidae. De wetenschappelijke naam van de soort is voor het eerst geldig gepubliceerd in 1986 door Sawada & Lee.